# Арасланови
Арасланови — глазовські купці Другої гільдії. Засновники Торгового дому під фірмою «М. І. Арасланови з Родинами і К°» в 1930 році.
У відомості Глазовської міської управи за 1880 рік значиться купець Другої гільдії Ібрагим Мустафин Арасланов із синами та внуками. Справу батька продовжив старший син.
Основний капітал становив 23 тисяч карбованців. Торгували мануфактурними та галантерейними товарами. Розпорядником Торгового дому був назначений Мухамедзян Ібрагимович Арасланов разом із синами.